# Ильинская церковь (Короп)
Ильинская церковь — недействующий православный храм и памятник архитектуры национального значения в Коропе.

## История
Постановлением Кабинета Министров УССР от 24.08.1963 № 970 «Про упорядочение дела учёта и охраны памятников архитектуры на территории Украинской ССР» («Про впорядкування справи обліку та охорони пам'ятників архітектури на території Української РСР») присвоен статус памятник архитектуры национального значения с охранным № 840.
Не установлена информационная доска.

## Описание
Ильинская церковь — одна из немногих культовых сооружений Черниговщины, объединённых с зданием общественного предназначения.
Церковь построена в XVIII веке. При храме работали приходская школа и госпиталь.
Каменная, безстолпная, одноапсидная, двухэтажная церковь. С южной стороны сообщается с двухэтажным корпусом прямоугольным в плане с двумя боковыми ризалитами со стороны южного фасада.
Неоднократно перестраивалась, в частности стала двухэтажной церковью. В период 1750-1760-е годы была надстроена колокольня — восьмерик на четверике, не сохранилась. Храм сильно пострадал во время Великой Отечественной войны. Не реставрирован.